# Takayuki Kobori
Takayuki Kobori (jap. 小堀 恭之, Kobori Takayuki; * 20. April 1969 in Tomakomai, Hokkaidō) ist ein ehemaliger japanischer Eishockeyspieler und -trainer. 

## Karriere
Takayuki Kobori begann seine Karriere als Eishockeyspieler bei den Seibu Bears Tokyo, für die er von 1992 bis 1993 in der Japan Ice Hockey League aktiv war. In diesem Zeitraum gewann er mit der Mannschaft drei Mal den japanischen Meistertitel (1996, 1997 und 2000). Als der Verein 2003 mit einer anderen Mannschaft fusionierte, spielte der Verteidiger noch weitere drei Jahre für dessen Nachfolgemannschaft Kokudo Ice Hockey Team. Mit Kokudo wurde er 2004 erneut japanischer Meister und gewann 2005 und 2006 mit der Mannschaft jeweils den Meistertitel der Asia League Ice Hockey. In seinen letzten beiden Profijahren war er neben seiner Tätigkeit als Spieler zusätzlich Assistenztrainer von Kokudo.   

### International
Für Japan nahm Kobori an den Olympischen Winterspielen 1998 in Nagano teil. Zudem stand er im Aufgebot seines Landes bei den B-Weltmeisterschaften 1992, 1993 und 2005 sowie bei den A-Weltmeisterschaften 1999, 2000, 2002 und 2004. 

## Erfolge und Auszeichnungen
| - 1996 Japanischer Meister mit den Seibu Bears Tokyo - 1997 Japanischer Meister mit den Seibu Bears Tokyo - 2000 Japanischer Meister mit den Seibu Bears Tokyo | - 2004 Japanischer Meister mit dem Kokudo Ice Hockey Club - 2005 Meister der Asia League Ice Hockey mit dem Kokudo Ice Hockey Club - 2006 Meister der Asia League Ice Hockey mit dem Kokudo Ice Hockey Club |